# Ewald Tauer
Ewald Tauer (ur. 8 czerwca 1941, zm. 8 listopada 2017 tamże) – zachodnioniemiecki zapaśnik walczący w obu stylach. Olimpijczyk z Rzymu 1960, gdzie zajął trzynaste miejsce w kategorii 57 kg.

## Kariera sportowa
Brązowy medalista mistrzostw świata w 1962 roku.
Mistrz RFN w 1962; drugi w 1960 i 1964; trzeci w 1963, w stylu klasycznym. Mistrz w stylu wolnym w 1960; drugi w 1961 i 1962 roku.